# محطة الدوحة الشرقية
محطة الدوحة الشرقية لتوليد الطاقة الكهربائية وتقطير المياه تقع هذه المحطة على الساحل الشمالي لدولة الكويت وبها 7 وحدات بخارية وكل وحدة تنتج 150 ميجاواط بالساعة وبها 6 وحدات غازية لتوليد الكهرباء كما يوجد بها 7 وحدات لتقطير المياه.[بحاجة لمصدر أفضل]